# Biskupice (Město Albrechtice)

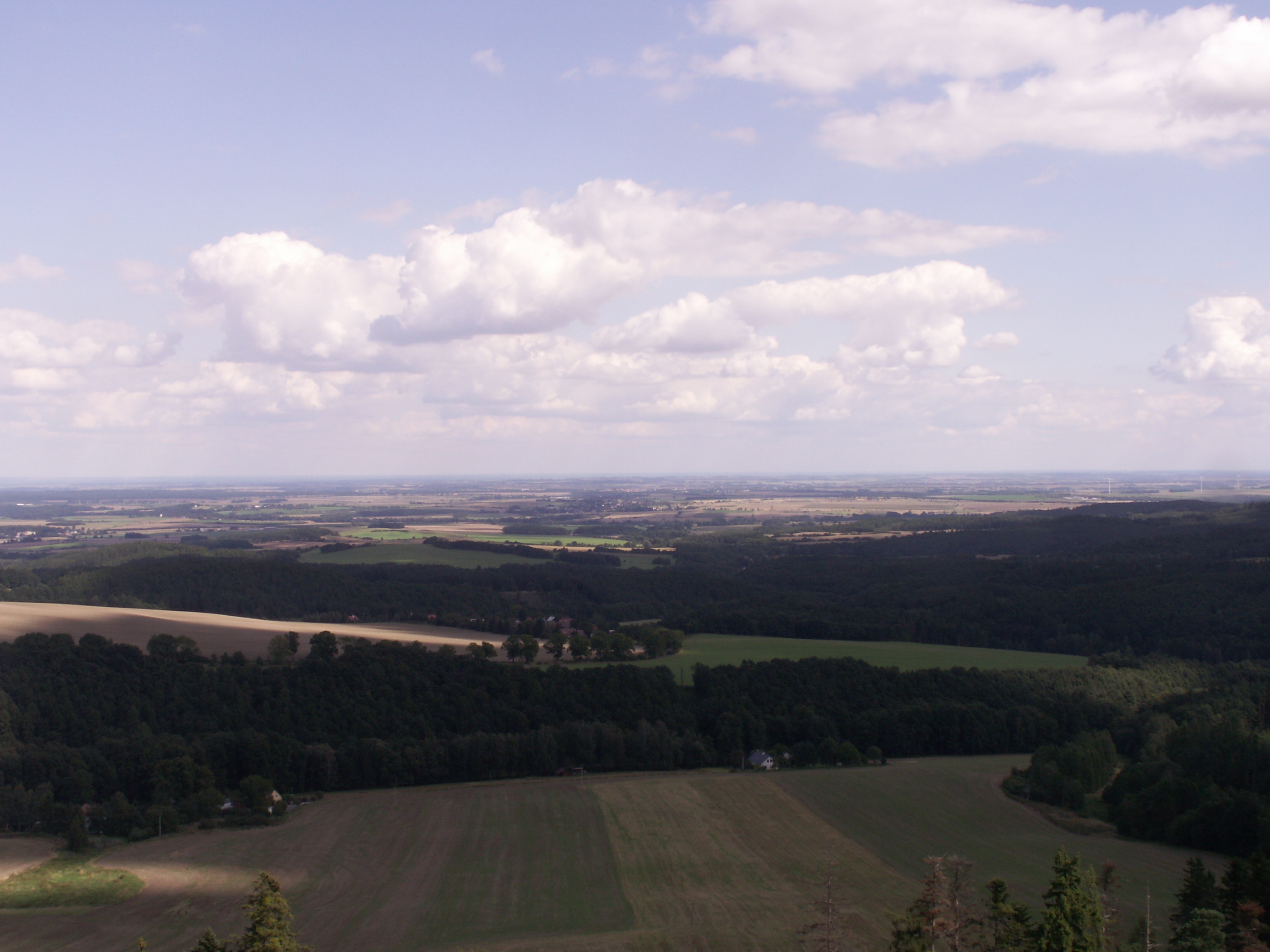
Blick vom Hraniční vrch auf Biskupice (im Vordergrund) und Piskořov (Bildmitte)

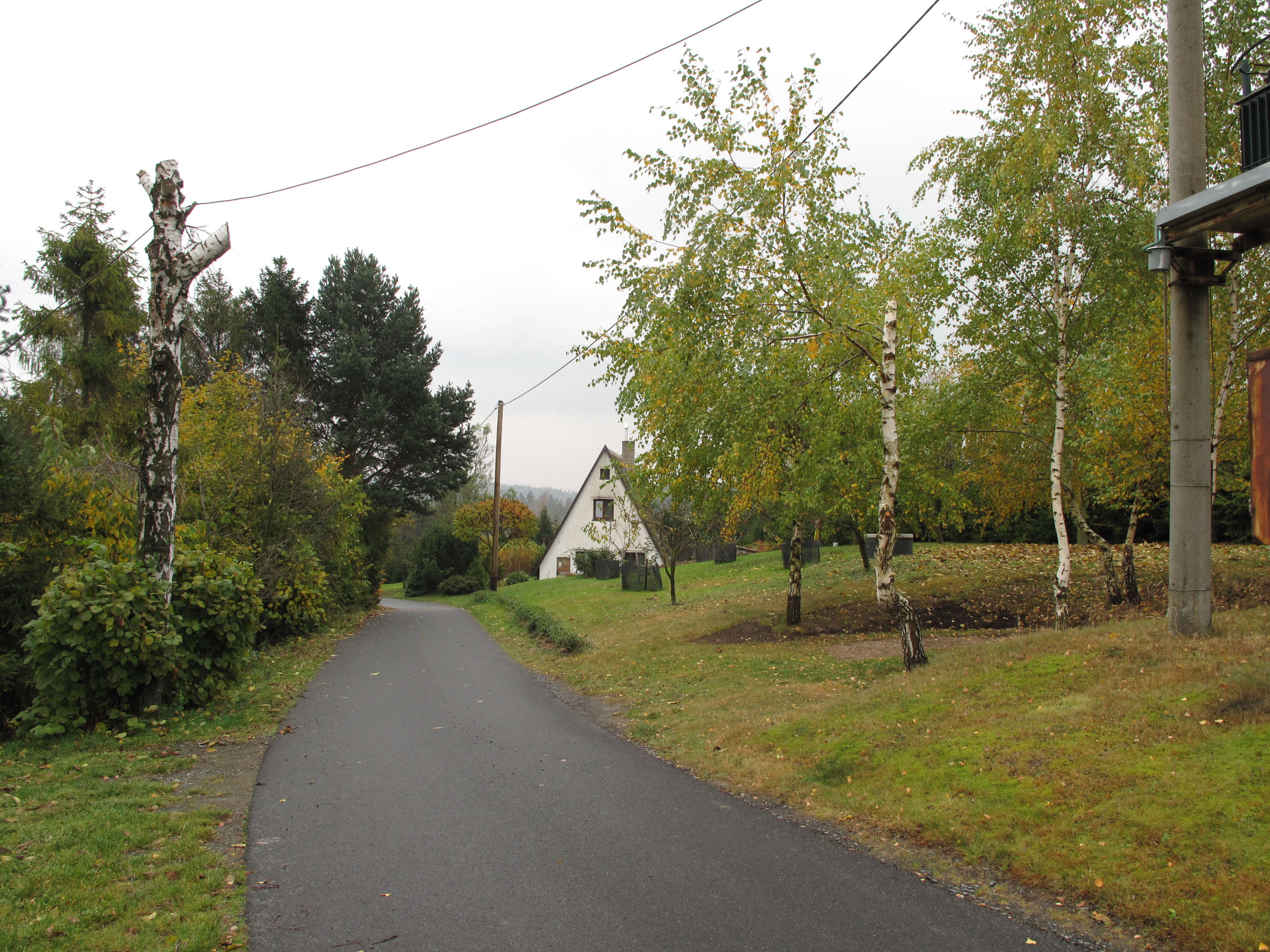
Dorfstraße

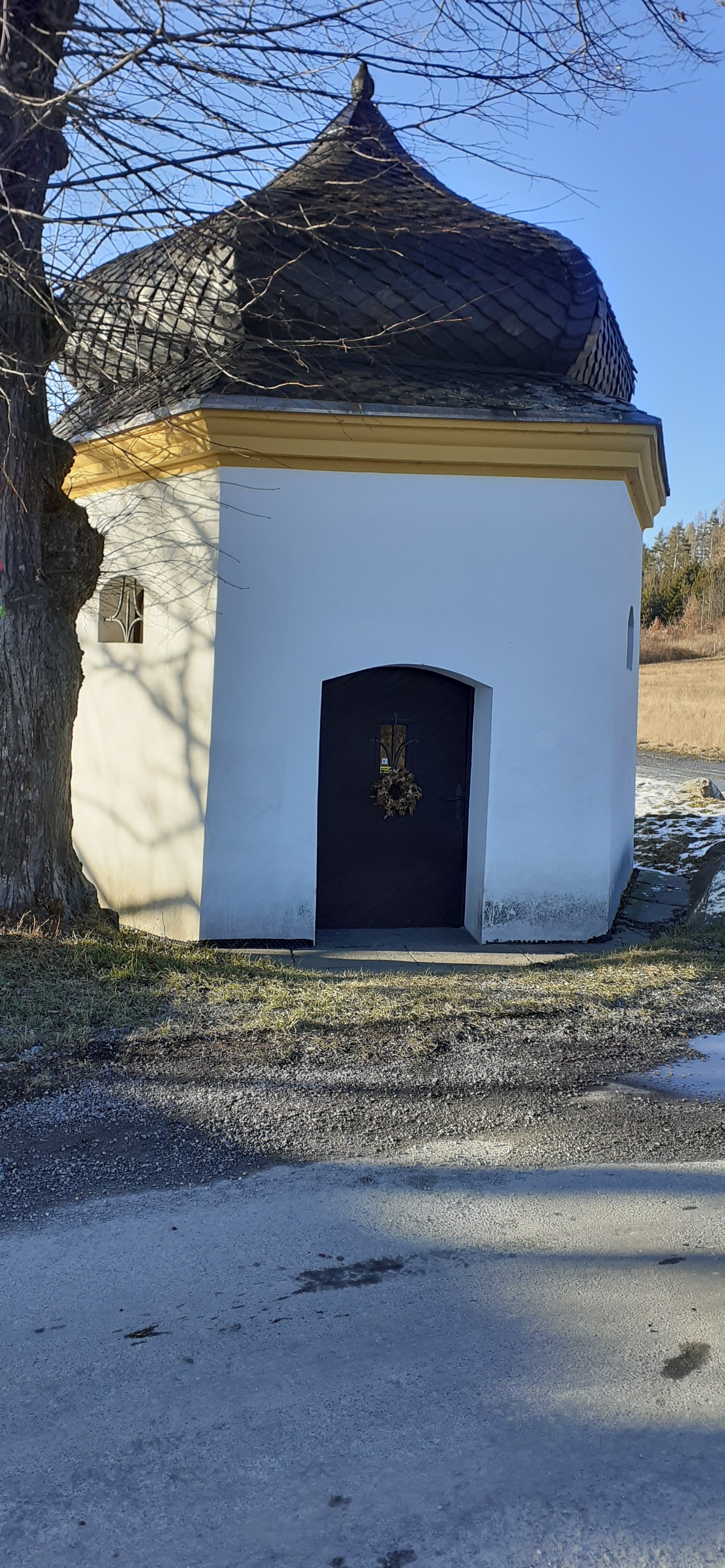
Kapelle der hl. Anna

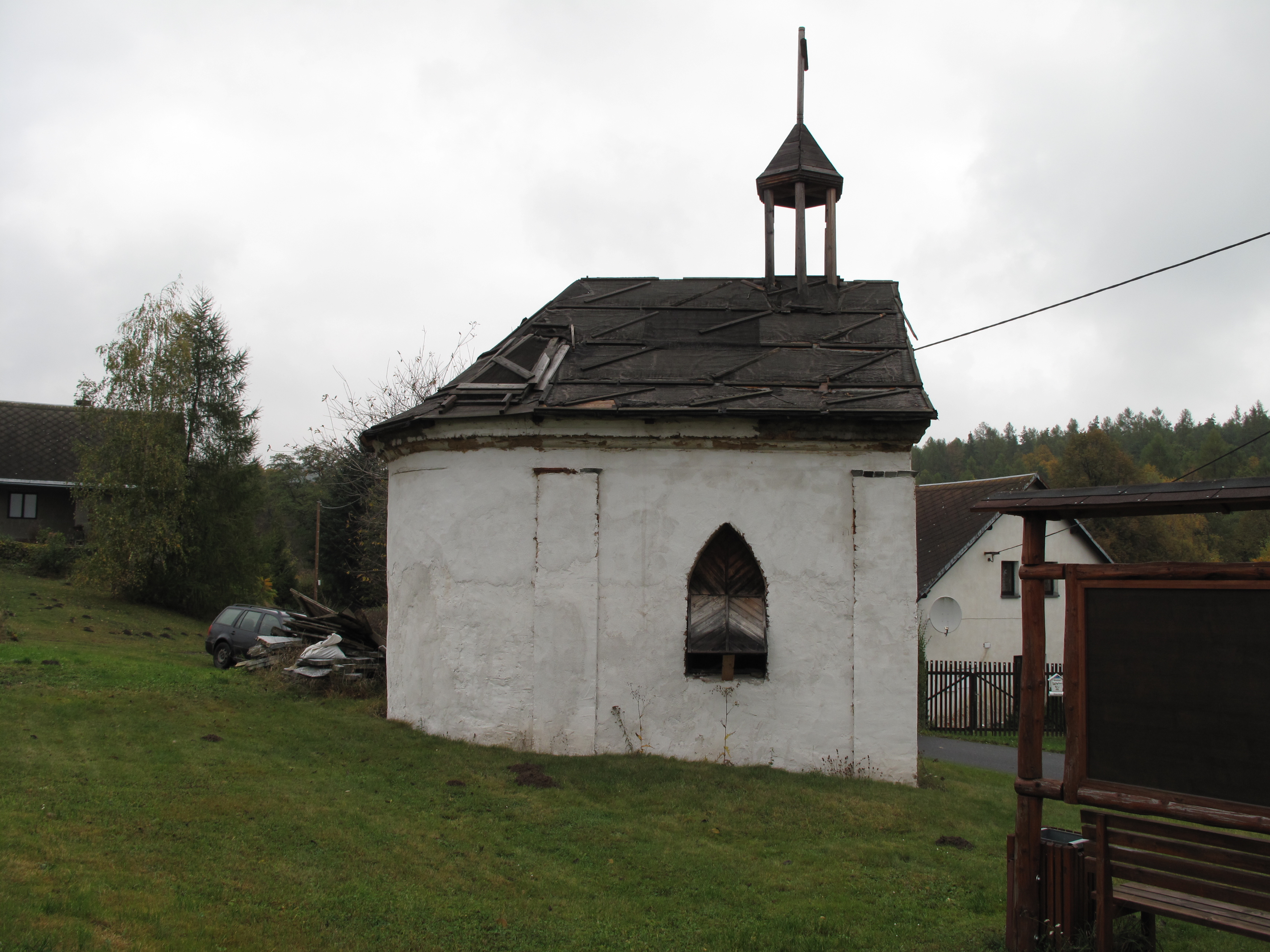
Kapelle im Ortszentrum

Biskupice (deutsch Bischofwalde, älter auch Bischofswalde) ist eine Grundsiedlungseinheit der Stadt Město Albrechtice (Olbersdorf) in Tschechien. Er liegt drei Kilometer nordöstlich von Město Albrechtice an der Grenze zu Polen und gehört zum Okres Bruntál.

## Geographie
Der als Reihendorf angelegte Ort erstreckt sich auf einer Länge von anderthalb Kilometern rechtsseitig der Hrozová (Grossebach) in deren Quellgrund am Rande der Zlatohorská vrchovina (Zuckmanteler Bergland) in der Jindřichovská pahorkatina (Hennersdorfer Hügelland). Nördlich erhebt sich der Obecní vrch (Gemeindeberg, 568 m. n.m.), südöstlich die Gołąbki (Taubenberge, 485 m n.p.m.), im Südwesten der Doppelgipfel Na Hranici (541 m. n.m.) und Hraniční vrch (Titzeberg, 536 m. n.m.) sowie nordwestlich der Pěnkavčí vrch (520 m. n.m.).
Nachbarorte sind Liptaň (Liebenthal) und Bučávka (Butschafka) im Norden, Nový Les (Neuwald) und Víno (Weine) im Nordosten, Piskořov (Peischdorf) und Dobieszów (Dobersdorf) im Osten, Bursztet (Burgstädtel), Dwórzno (Zollhaus), Radynia (Raden) und Krasne Pole (Schönwiese) im Südosten, Podlesie (Feldhof), Lenarcice (Geppersdorf) und Opawica (Troplowitz) im Süden, Ves Albrechtice (Olbersdorf Dorf) und Město Albrechtice im Südwesten, Hynčice (Heinzendorf) im Westen sowie Nové Rudíkovy (Neu Reigelsdorf), Staré Rudíkovy (Alt Reigelsdorf) und Třemešná (Röwersdorf) im Nordwesten. 

## Geschichte
Das Dorf wurde 1572 durch Elisabeth Sup von Füllstein, die die Herrschaft Olbersdorf im selben Jahren von ihrem Vater Georg Sup von Füllstein geerbt hatte, und ihren Mann Johann von Waldstein an der Grenze zur großen mährischen Exklave gegründet. 1602 wurde der Ort Bischwalde genannt. Nach dem Ende des Ersten Schlesischen Krieges wurde 1742 südlich von Bischofswalde die neue Grenze zu Preußisch Schlesien gezogen. 
Im Jahre 1835 bestand das Dorf Bischofswalde aus zehn Häusern mit 89 deutschsprachigen und katholischen Einwohnern, die von der Landwirtschaft lebten. Pfarr- und Schulort war Olbersdorf. Die Nutzfläche umfasste 84 Joch fruchtbares Ackerland, 23 Joch Wald sowie drei Joch Wiesen. Bis zur Mitte des 19. Jahrhunderts blieb Bischofswalde der Minder-Standesherrschaft Olbersdorf untertänig.
Nach der Aufhebung der Patrimonialherrschaften bildete Bischofswalde ab 1849 einen Ortsteil der Stadt Olbersdorf im Gerichtsbezirk Olbersdorf. Ab 1869 gehörte Bischofwalde zum Bezirk Jägerndorf. Zu dieser Zeit hatte das Dorf 68 Einwohner und bestand aus zehn Häusern. In den 1880er Jahren wurde der Ortsname Bischofwald verwendet, die tschechische Namensform Bišofvalde ist seit 1893 nachweislich. Im Jahre 1900 lebten in Bischofswalde 57 Personen, 1910 waren es 49. Nach dem Ende des Ersten Weltkrieges 1918 wurde Bischofswalde  Teil der neugegründeten Tschechoslowakei. Beim Zensus von 1921 lebten in den zwölf Häusern des Dorfes Bischofwalde 52 Personen, davon 51 Deutsche. Der tschechische Ortsname Biskupice wurde 1924 eingeführt. Im Jahre 1930 bestand Bischofwalde aus zwölf Häusern und hatte 51 Einwohner. Nach dem Münchner Abkommen wurde das Dorf im Herbst 1938 dem Deutschen Reich zugesprochen und gehörte bis 1945 zum Landkreis Jägerndorf. Nach dem Ende des Zweiten Weltkrieges 1945 wurde Biskupice wieder Teil der Tschechoslowakei. Die deutschsprachige Bevölkerung wurde 1946 fast vollständig vertrieben. Im Jahre 1950 lebten in den 13 Häusern von Biskupice 29 Personen. 1961 wurde das Dorf in den Okres Bruntál umgegliedert. Zu Beginn des Jahres 1971 wurde Biskupice nicht mehr als Ortsteil von Město Albrechtice geführt und dem Ortsteil Piskořov zugeschlagen. Seit dem 15. Januar 2011 ist Biskupice als Grundsiedlungseinheit von Město Albrechtice ausgewiesen. Beim Zensus von 2011 lebten in den zehn Häusern von Biskupice neun Personen. Im selben Jahr wurde auf dem Hraniční vrch an der polnischen Grenze aus zwei Stahlfachwerktürmen ein Aussichtsturm konstruiert.

## Ortsgliederung
Die Grundsiedlungseinheit Biskupice gehört zum Ortsteil Město Albrechtice und ist auch Teil des gleichnamigen Katastralbezirks.

## Sehenswürdigkeiten
- Kapelle, in der Ortsmitte
- Kapelle der hl. Anna, oberhalb von Biskupice an der Straße nach Piskořov. Das im 18. Jahrhundert errichtete Bauwerk mit sechseckigem Grundriss und Zwiebeldach ist seit 1958 als Kulturdenkmal geschützt.[4]
- Steinernes Wegkreuz, im unteren Teil des Dorfes
- Aussichtsturm Hraniční vrch